# Brooklyn Battery Tunnel
Le Brooklyn-Battery Tunnel (officiellement le Hugh L. Carey Tunnel, communément appelé Battery Tunnel) est un tunnel à péage de la ville de New York qui relie Red Hook à Brooklyn à Battery Park à Manhattan. Le tunnel se compose de deux tubes jumeaux qui comportent chacun deux voies de circulation sous l'embouchure de l'East River. Bien qu'il passe juste au large de Governors Island, le tunnel ne permet pas d'accéder à l'île en voiture. Avec une longueur de 2 779 mètres, le tunnel Brooklyn-Battery est le plus long tunnel sous-marin continu pour véhicules en Amérique du Nord.
Les plans du Brooklyn-Battery Tunnel datent des années 1920. Les plans officiels de construction du tunnel sont soumis en 1930, mais ne sont pas réalisés dans un premier temps. La New York City Tunnel Authority, créée en 1936, est chargée de construire le tunnel. Après des tentatives infructueuses pour obtenir des fonds fédéraux, le commissaire aux parcs de la ville de New York, Robert Moses, propose un pont de Brooklyn-Battery. Cependant, le public s'oppose au plan du pont, et le corps du génie de l'armée rejette le plan à plusieurs reprises, craignant que le pont n'entrave l'accès des navires au chantier naval de Brooklyn. Cela incite les responsables de la ville à reconsidérer les plans d'un tunnel. La construction du tunnel Brooklyn-Battery commence le 28 octobre 1940, mais son achèvement est retardé en raison de pénuries de matériaux liées à la Seconde Guerre mondiale. Le tunnel est ouvert le 25 mai 1950.
Le Brooklyn-Battery Tunnel fait partie de l'Interstate Highway System, comportant l'Interstate 478 (I-478) non signée depuis 1971. Auparavant, il comportait la New York State Route 27A (NY 27A). Le tunnel est officiellement rebaptisé en 2012 en l'honneur de l'ancien gouverneur de New York, Hugh Carey. Il est exploité par MTA Bridges and Tunnels comme l'un des neuf passages à péage de MTA.

## Histoire

### Planification
Un tunnel pour véhicules sous l'East River entre Manhattan et Brooklyn est proposé par le New York Board of Trade and Transportation en 1925, en réponse à la congestion croissante du trafic de camions dans le Lower Manhattan. Le tunnel était prévu entre le pont de Manhattan et le pont de Brooklyn. Un tunnel reliant spécifiquement la Battery de Manhattan au Red Hook de Brooklyn, passant sous l'East River et Governors Island au sud des ponts de Manhattan et de Brooklyn, est proposé pour la première fois par le président de l'arrondissement de Brooklyn, J. J. Byrne, en 1926. Cependant, ce plan ne reçoit pas de soutien au départ. Albert Goldman, le commissaire de la ville de New York chargé des installations et des structures, évoque de nouveau ce plan en janvier 1929. En février 1930, la ville rend public le projet d'un tunnel à six voies pour les véhicules de West Street, Manhattan, à Hamilton Avenue, Brooklyn,. À l'époque, le service de ferry le long de cette voie est lent et peu fiable. Les spéculateurs immobiliers pensent que le prix des terrains le long de Hamilton Avenue augmentera grâce à la construction du tunnel, et que les cargaisons de marchandises pourront être livrées à Manhattan plus rapidement. La construction de tunnel implique également l'élargissement de Hamilton Avenue à 60,96 m et la construction d'un grand pont sur le canal Gowanus, au sud de l'entrée du tunnel.
En mai 1930, la Terminal Bridge Corporation demande au New York City Board of Estimate la permission de construire et d'exploiter un tunnel sous l'East River. En novembre de la même année, le Board of Estimate transmet le plan du tunnel Brooklyn-Manhattan au New York City Board of Transportation, qui est chargé de faire le relevé du site. À l'époque, le tunnel coûterait 75 millions de dollars (
1148 millions actuels), y compris l'acquisition des terrains, s'il comprend deux tunnels à trois voies. Le tunnel lui-même coûterait 58 millions de dollars (
888 millions actuels) s'il est à trois voies, ou 50 millions de dollars (
765 millions actuels) s'il est à deux voies,. L'année suivante, la Commission des transports annonce que la construction est estimée à 60 millions de dollars (
1261 millions actuels), en supposant que les tubes aient un diamètre de 9,4 m, avec des chaussées de 6,4 m et une hauteur libre de 4,1 m,. En octobre 1933, le Board of Estimate approuve le financement du tunnel dans le budget des dépenses d'investissement de la ville pour 1934. Deux mois plus tard, le Board of Estimate approuve le tunnel Brooklyn-Manhattan conjointement avec un tunnel Staten Island-Brooklyn sous le Narrows. La ville doit demander un financement fédéral de 50 millions de dollars (
988 millions actuels), mais cette demande est abandonnée lors du vote final.
Le maire Fiorello H. La Guardia met en place une autorité des travaux publics en février 1935 afin que la ville puisse demander des prêts à l'administration fédérale des travaux publics (Public Works Administration - PWA). Cette autorité doit recevoir 60 millions de dollars (
1119 millions actuels) de fonds pour le tunnel Brooklyn-Manhattan. Le même mois, les fonctionnaires de la ville engagent des travailleurs temporaires pour étudier les sites envisagés, afin de rédiger un rapport destiné à la PWA. Des groupes d'habitants et des politiciens de Brooklyn demandent à la ville de commencer immédiatement la construction afin de réduire les embouteillages. Cependant, le président Franklin D. Roosevelt signale que le financement de la PWA ne sera accordé qu'aux projets pouvant être achevés dans l'année suivant l'octroi de la subvention. Comme le projet de tunnel Brooklyn-Manhattan demande plus de temps, celui-ci et d'autres projets d'autoroute de la ville de New York ne sont finalement pas éligibles au financement de la PWA.
En janvier 1936, la législature de l'État de New York crée la New York City Tunnel Authority pour superviser la construction d'un tunnel entre le quartier de Midtown à Manhattan et le Queens. Le projet de loi donne également à l'autorité le pouvoir de construire le tunnel Brooklyn-Manhattan si des fonds sont disponibles. À cette époque, le coût de construction du tunnel Brooklyn-Manhattan est estimé à 58 millions de dollars (
1069 millions actuels). Les plans détaillés du tunnel sont achevés en mai 1936. Le projet consiste alors en un forage bitube de 60,3 millions de dollars (
1111 millions actuels) entre Red Hook à Brooklyn, et la Battery à Manhattan, ainsi qu'un pont de 2,3 millions de dollars (
42 millions actuels) au-dessus du canal Gowanus. La ville approuve ces plans en janvier 1936. Un groupe d'habitants souhaitant planifier les volumes de trafic futurs, demande à la ville de mener des études supplémentaires sur le projet de tunnel Brooklyn-Manhattan. Le tunnel est officiellement rebaptisé « Brooklyn-Battery Tunnel » en mai 1936. En novembre de la même année, le président de l'arrondissement de Brooklyn, Raymond Ingersoll, et le commissaire des parcs de la ville de New York, Robert Moses, révèlent un projet visant à relier le tunnel Brooklyn-Battery au réseau de voies de communication de Long Island par une nouvelle route appelée promenade Gowanus et une promenade circonférentielle (Belt Parkway). Le tunnel prévu fait également partie du système de voies de communication proposé par la Regional Plan Association autour de la ville de New York. Le mois suivant, la New York City Tunnel Authority lance un appel d'offres pour la réalisation de forages d'essai,.
Des copies des plans du tunnel de Brooklyn-Battery sont soumises à l'administration municipale de La Guardia en février 1937. Deux tunnels, un dans chaque direction, seraient reliés à la West Side Highway et au East River Drive du côté de Manhattan, et à la Hamilton Avenue du côté de Brooklyn,. À l'avenir, la West Side Elevated Highway serait prolongée au nord, pour se connecter au nouveau tunnel. Une tour de ventilation est prévue à mi-chemin sur Governors Island, car avec deux tunnels longs de 2 700 m, des tours de ventilation à chaque extrémité ne pourraient suffire. Les tunnels sont conçus pour transporter un maximum de 15 millions de véhicules par an, mais il est prévu que seuls 9 millions d'entre eux utilisent les tunnels pendant leur première année de fonctionnement, et que les tunnels n'atteignent pas leur pleine capacité qu'au bout de seize ans. Le coût du projet passe à 70 millions de dollars (
1245 millions actuels), et La Guardia souhaite une subvention fédérale de 30 millions de dollars (
534 millions actuels) afin de permettre un démarrage rapide de la construction. Un péage de 25 cents par automobiliste, perçu à l'extrémité de Brooklyn, doit permettre de financer le reste du tunnel et de le rendre rentable,. Il doit également permettre de réduire de moitié le temps de trajet entre le sud de Brooklyn et le sud de Manhattan, puisqu'à l'époque, il n'y a pas de voie directe pour la circulation entre ces deux zones. Ainsi l'accélération des livraisons de marchandises entre ces zones doit relancer l'industrie du fret en déclin à Brooklyn. L'itinéraire retenu et le moins cher, passe entre Hamilton Avenue et la West Side Highway.
Bien que les forages préliminaires doivent commencer en février 1937, les officiers du Corps du génie de l'armée des États-Unis (United States Army Corps of Engineers - USACE) de Governors Island s'opposent à l'installation d'un tunnel de ventilation à cet endroit. La Tunnel Authority passe des contrats de forage en avril 1938. L'armée américaine, qui tient une audience[pas clair] pour connaître l'opinion publique sur le projet de tunnel, donne son autorisation au plan du tunnel en septembre 1938.
La Tunnel Authority suggère que des fonds fédéraux puissent être utilisés pour payer le tunnel, et demande aussi des financements privés si nécessaire. En juin 1938, la ville demande une subvention de 70,9 millions de dollars (
1288 millions actuels) à la PWA pour cette construction. Le mois suivant, La Guardia rencontre le président de la PWA, Harold L. Ickes, et le président de la Reconstruction Finance Corporation (RFC), Jesse H. Jones, pour les convaincre de contribuer au financement, car le projet peut désormais être achevé en un an. Le gouvernement de la ville publie alors un nouveau plan de financement en septembre 1938, dans lequel le coût du tunnel passe à 77,3 millions de dollars (
1404 millions actuels). La ville réduit sa demande auprès du PWA de 19,82 millions de dollars (
360 millions actuels) et réunit cet argent grâce à la vente d'obligations, et elle demande également 45 millions de dollars (
817 millions actuels) au RFC. Le président de l'arrondissement de Manhattan, Stanley M. Isaacs, s'oppose au projet de tunnel car il pense que la proposition ne permettra pas de gérer correctement le trafic du côté de Manhattan. En réponse, M. Moses, commissaire aux parcs, demande à M. Isaacs de réfléchir à une meilleure idée pour gérer le trafic. Ickes rejette par la suite la demande de fonds de à la PWA par la ville, arguant « d'énormes obstacles financiers et pratiques » à toute nouvelle participation de la PWA. Parmi ces obstacles figure le manque d'argent, car bien que la PWA ait donné à la ville un crédit pour le Belt Parkway, l'argent a été épuisé. En raison du refus de la PWA d'accorder un prêt pour la construction du Battery Tunnel, le projet est temporairement mis en attente.

### Proposition de pont

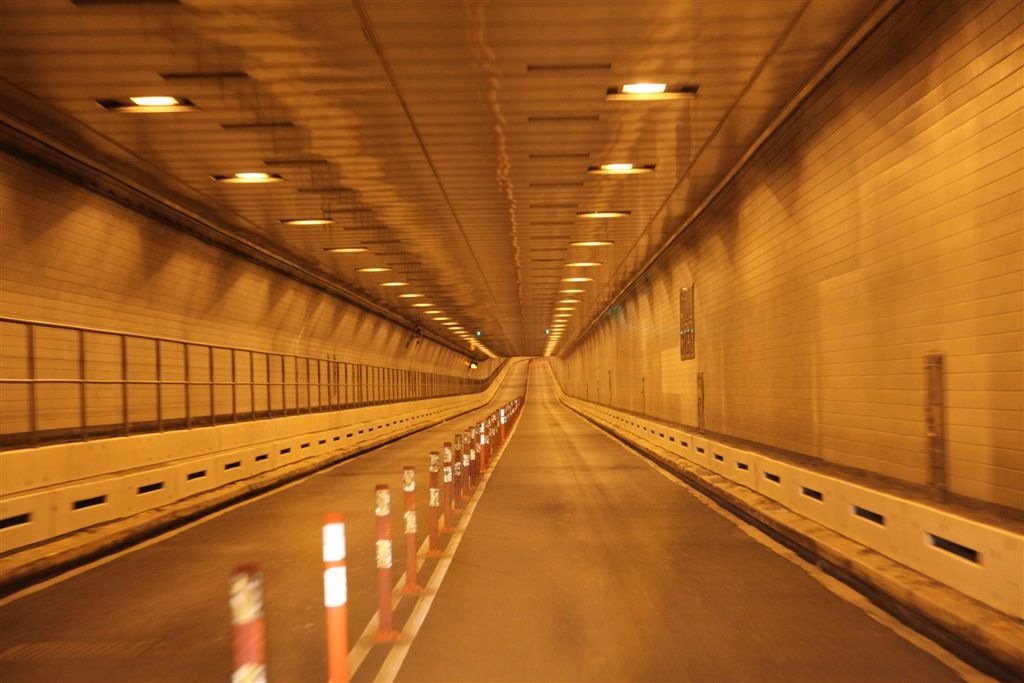
Une vue du tunnel sans véhicules.

En janvier 1939, après l'échec de l'allocation de fonds fédéraux aux tunnels, Robert Moses (alors président de la Triborough Bridge Authority) propose un pont Brooklyn-Battery. Il déclare que la construction d'un pont sera moins coûteuse, plus rapide et plus efficace que la construction d'un tunnel,. Il consistera en un pont suspendu tandem à six voies avec deux ponts suspendus dos à dos, construit en 27 mois, contre 46 pour un tunnel. L'un des autres avantages, selon M. Moses, est qu'un pont de 41 millions de dollars (
754 millions actuels) ne nécessite pas de fonds fédéraux. Stanley Isaacs s'oppose au projet de pont qui causera selon lui autant de congestion qu'un tunnel. La Tunnel Authority s'oppose également au pont Brooklyn-Battery en raison de l'imact sur le prix du foncier dans ses environs. En réponse, Moses prédit l'absence de rentabilité du tunnel Queens-Midtown de la Tunnel Authority, et qu'elle devra organiser ses affaires existantes[pas clair] avant de décider de construire un nouveau tunnel.
Moses réussit à obtenir le soutien de politiciens influents de la ville et de l'État de New York, dont quatre des cinq présidents d'arrondissement, le maire La Guardia et le sénateur américain Robert F. Wagner. Au début du mois de mars 1939, la commission d'urbanisme de la ville de New York approuve les plans du pont Battery, et un projet de loi en sa faveur est soumis au vote de l'assemblée législative de l'État. Le projet de loi est soumis au vote du conseil municipal, mais celui-ci est bloqué en raison des inquiétudes sur les futurs volumes de trafic au niveau du raccordement du pont à l'East River Drive. Selon l'American Institute of Architects, le pont doit boucher la vue spectaculaire sur la ligne d'horizon de Manhattan, et réduire Battery Park à une taille minuscule et entraine la destruction d'un bâtiment remarquable, l'aquarium de New York à Castle Clinton. L'opinion publique s'oppose elle-aussi fortement à ce projet, et le comité du conseil municipal chargé de la législation de l'État n'approuve donc pas le plan. En réponse, Moses modifie les plans du pont pour y inclure des travaux d'aménagement paysager à Battery Park. La Guardia pense obtenir la subvention du PWA grâce à ce plan révisé. Le 28 mars 1939, le conseil municipal approuve le projet de pont, par 19 voix contre 6. Deux jours plus tard, les deux chambres de l'assemblée législative de l'État de New York adoptent elles-aussi le projet de pont,, qui est signé par le gouverneur Herbert H. Lehman la même semaine,.
Moses cherche rapidement à obtenir l'approbation du ministère de la Guerre des États-Unis. Il cherche également des financements auprès de la PWA et de la RFC en vue de son achèvement en juillet 1941. Dans le cadre du processus d'approbation, l'armée américaine tient une audience publique pour solliciter des opinions sur le plan du pont. Dix-sept groupes d'habitant forment un comité pour s'opposer aux plans du pont, et la société d'art municipal de New York voit dans ce pont un acte de vandalisme envers les parcs publics de la ville. Les opposants affirment que le pont bloquera le trafic naval, ce que réfutent La Guardia et Moses.
Le ministère de la Guerre refuse finalement d'approuver le pont de Brooklyn-Battery. En mai 1939, Robert Woodring, le secrétaire à la Guerre des États-Unis, bloque la construction du pont en raison de préoccupations concernant le risque que la travée devienne un obstacle naval pendant une guerre, puisque le chantier naval de Brooklyn est situé sur la rive du pont proposé,,. En réponse, M. Moses soumet un plan révisé pour le pont et demande au ministère de la guerre de le reconsidérer. Moses et les politiciens de Brooklyn déclarent qu'ils n'accepteront rien d'autre qu'un appui au second plan. Cependant, en juillet, le ministère de la Guerre rejette également le second plan, car le nouveau posera également un risque en cas de guerre,. Les partisans du pont qualifient ce rejet de « revers pour les affaires ». Ils jugent également cette décision hypocrite, car de nombreux autres ponts (dont le pont de Manhattan et le pont de Brooklyn, qui se trouvent entre le pont proposé et le chantier naval constitueront également un danger de guerre selon le raisonnement de l'armée,.
Moses continue à soutenir le pont, le louant comme étant moins intrusif et moins cher qu'un tunnel, malgré la forte opposition de l'opinion publique. En octobre, dans un dernier effort pour obtenir l'acceptation officielle du plan, Moses et La Guardia font appel directement au président Roosevelt pour former un comité indépendant chargé d'étudier la proposition,. Moses révise de nouveau le plan, en ajoutant une rampe d'accès à Governors Island pour que les forces armées puissent également utiliser le pont, d'une manière similaire à la connexion du pont San Francisco-Oakland Bay avec la réserve de l'armée sur l'île de Yerba Buena en Californie. Cependant, Roosevelt confirme la décision du ministère de la Guerre et refuse de créer un tel comité,.

### Plans du tunnel finalisés

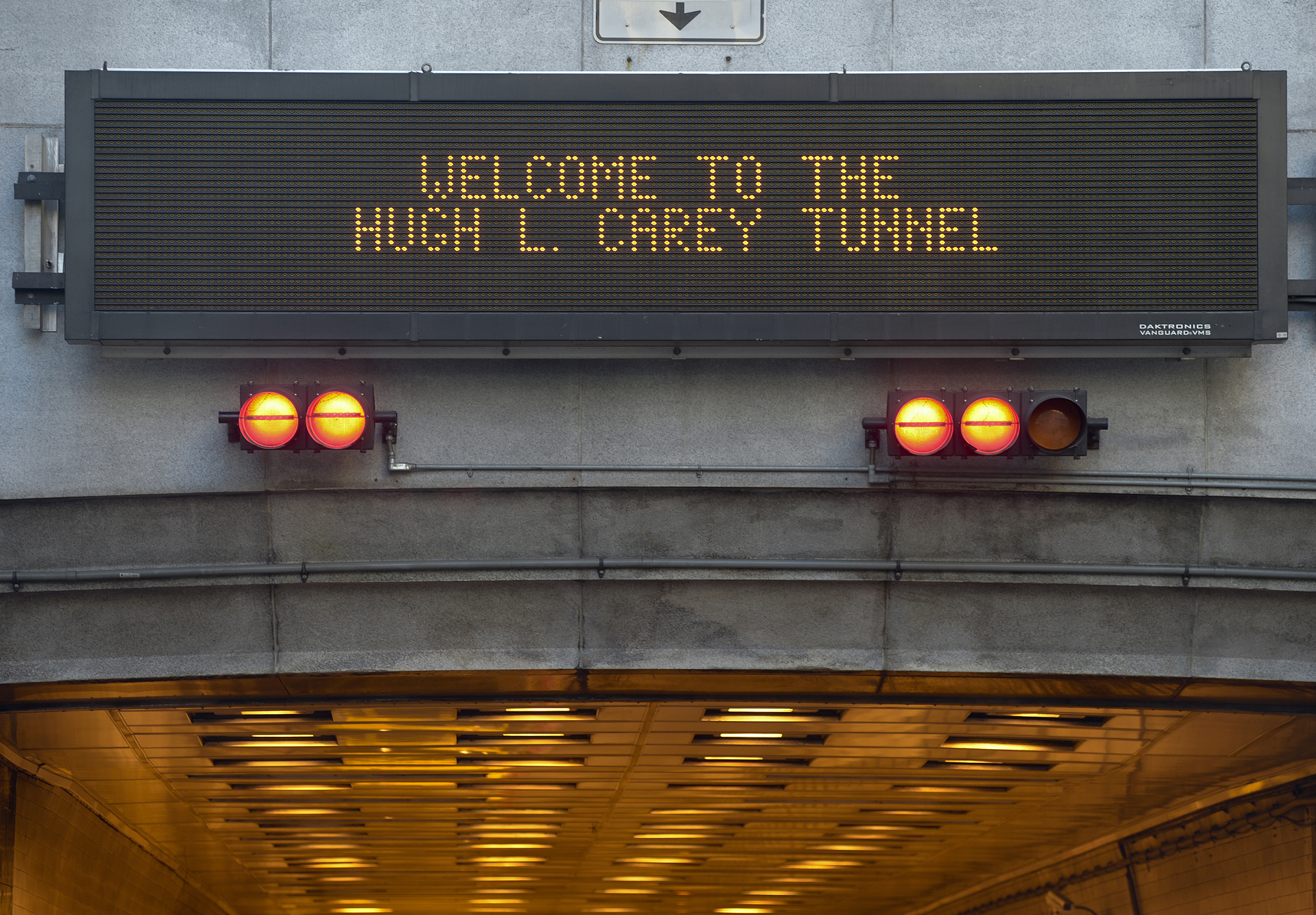
Panneau d'affichage à l'entrée du tunnel.

En juillet 1939, après l'annulation du plan de pont, la proposition de tunnel de Brooklyn-Battery est réexaminée. À cette époque, l'administration de Roosevelt envisage d'assouplir les exigences du PWA et de baisser les taux d'intérêt afin que le Battery Tunnel puisse bénéficier de ces fonds. En novembre, La Guardia s'arrange pour obtenir le financement du tunnel, même s'il doit provenir de sources privées,. Après une réunion avec La Guardia, le président de la RFC, Jesse H. Jones, annonce qu'il n'y a aucun obstacle à l'octroi d'un prêt de 70 millions de dollars (
1287 millions actuels) pour le projet de tunnel. La ville s'attend à ce que la construction commence une fois le prêt reçu,. Les plans du tunnel sont achevés et envoyés aux agences fédérales pour approbation ce mois-là.
La New York City Tunnel Authority annonce en mars 1940 qu'elle commencera la construction dans les quarante jours. La construction préliminaire et l'acquisition des terrains pour l'approche de Brooklyn sont déjà en cours. L'armée a déjà approuvé le tunnel, mais en raison d'une modification mineure du plan, elle doit tenir une autre audience, et elle doit maintenir le permis. En mai, La Guardia signe un contrat préliminaire pour commencer la construction. Moses déclare qu'il veut achever le tunnel, un maillon essentiel du réseau de voies de communication circonférentielles, dès que possible. Le RFC accorde à la ville 57 millions de dollars (
1040 millions actuels) pour le projet de tunnel plus tard dans le mois,. Ole Singstad, l'ingénieur en chef de la New York City Tunnel Authority, est chargé de concevoir le tunnel. Par mesure d'économie, la Tunnel Authority envisage brièvement de construire le Brooklyn-Battery Tunnel en creusant une tranchée sous l'East River et en la recouvrant ensuite.
Au cours de l'été 1940, quatre cents habitants de Brooklyn vivant dans l'emprise du tunnel sont expulsés. Du côté de Manhattan, une grande partie de Little Syria, un quartier syrien/libanais majoritairement chrétien centré autour de Washington Street, est rasée pour créer les rampes d'entrée du tunnel. De nombreux magasins et résidents de Little Syria déménagent ensuite sur Atlantic Avenue à Brooklyn. La ville dépense finalement 4 millions de dollars (
73 millions actuels) pour l'acquisition de terrains.

### Début de la construction

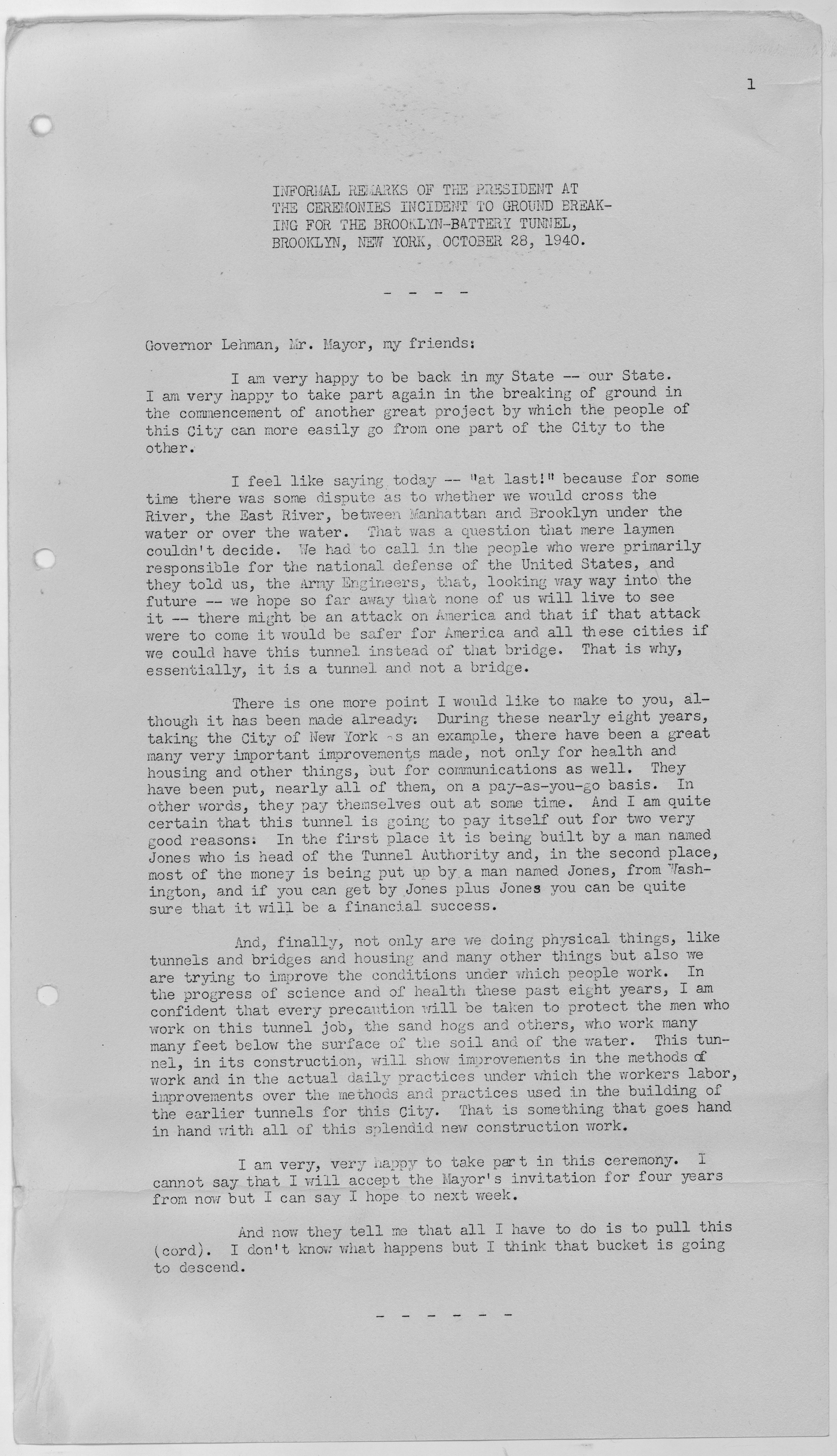
« Informal Remarks At The Ceremonies Incident To Ground Breaking For The Brooklyn-Battery Tunnel » (Remarques informelles lors des cérémonies d'inauguration du tunnel de Brooklyn-Battery), qui a été lu lors de la cérémonie d'inauguration des travaux du Brooklyn-Battery Tunnel.

La cérémonie de lancement des travaux du Brooklyn-Battery Tunnel doit avoir lieu le 8 octobre 1940, en présence du président Roosevelt. À l'époque, le président est dans les dernières semaines de sa campagne de réélection pour l'élection présidentielle de 1940, et il doit faire campagne à plusieurs endroits dans la ville de New York. La cérémonie est finalement repoussée au 28 octobre. A cette occasion, Roosevelt fait l'éloge des avantages d'un tunnel par rapport à un pont, tandis que le maire La Guardia invite le président à revenir à l'inauguration quatre ans plus tard,. Trois jours plus tard, la ville approuve une motion visant à élargir l'avenue Hamilton de 24 à 91 m pour faire place à l'approche du tunnel de Brooklyn, ainsi qu'à attribuer un contrat pour le revêtement du tunnel à Bethlehem Steel,.
Le début du creusement du tunnel est retardé en raison d'un conflit entre un syndicat de dockers, qui est chargé de creuser le tunnel, et un syndicat de sandhogs, qui prétend que ses membres ont le droit de travailler sur le projet parce que les sandhogs sont spécialisés dans la construction de tunnels,. Ce désaccord se transforme en une violente protestation et une grève de plusieurs jours en février 1941. L'année suivante, certains sandhogs syndiqués se voient interdire de travailler sur le projet Battery Tunnel en raison d'un désaccord avec le syndicat mère de leur syndicat.
Un autre problème se pose lorsqu'il est révélé que l'aquarium de New York à Castle Clinton, dans Battery Park du côté de Manhattan, doit être démoli pour faire place au tunnel. L'aquarium envisage de déménager à Coney Island, sur la rive sud de Brooklyn. Pour accélérer la construction du tunnel, la ville ferme l'aquarium de New York et déplace ses poissons vers d'autres aquariums en septembre 1941. Moses préconise la démolition de Castle Clinton, mais les défenseurs de la préservation qui s'opposent à l'action proposée demandent au juge fédéral d'accorder une injonction pour empêcher la démolition. Bien que Moses fasse d'abord rejeter l'injonction, le gouvernement fédéral désigne ensuite le château comme monument historique américain, ce qui lui interdit de le démolir. Le projet de tunnel nécessite également la démolition de deux acres de Battery Park afin de construire une digue, et à la suite de la réduction de ses dimensions, un architecte est engagé pour étudier son réaménagement. Cette étude donne lieu à un concours public pour le réaménagement éventuel.
En août 1940, la ville dépose les plans de deux Ponts basculant au-dessus du canal Gowanus à l'approche du tunnel Brooklyn-Battery. L'armée américaine approuve officiellement les plans du pont du canal en octobre, juste avant le début de la construction du tunnel. Le contrat du pont Gowanus est attribué en décembre 1940. Un contrat pour l'approche du tunnel et du pont de la promenade Gowanus est attribué le mois suivant. Au milieu de l'année 1941, les planificateurs réalisent que la rue Hicks, du côté de Brooklyn, doit également être élargie pour que le trafic du nord puisse entrer dans le tunnel, dont le portail de Brooklyn est orienté au sud-est. En mai 1942, le Gowanus Parkway est achevée entre Hicks Street et le Belt Parkway. La voie de communication comprend également un pont sur le canal Gowanus, une travée fixe s'élevant à 27 m au-dessus de la voie navigable avant de descendre vers Hicks Street. La construction d'une extension de l'autoroute le long de Hicks Street ne commence qu'en 1946.
Un nouveau plan pour les approches de Manhattan est publié à la mi-1941. Ce plan, qui doit réduire les embouteillages, consiste à prolonger le West Side Elevated Highway vers le sud jusqu'à la Battery avec une rampe d'accès à la route vers le sud menant directement dans le tunnel. Le passage souterrain de Battery Park sera construit entre la West Side Highway et l'East River Drive. Ainsi, les approches du tunnel n'auront qu'à se connecter au côté ouest de la Battery, et le trafic accédant aux quais de la North River sur le côté ouest ne sera pas interrompu par le trafic du tunnel. Toutefois, ce n'est pas le cas pour le trafic en provenance de Brooklyn, qui devra passer par un feu de circulation avant d'accéder à la bretelle de l'autoroute surélevée.
Le projet de forage du tunnel consiste à creuser deux trous séparés à chaque extrémité. Les offres pour le creusement des puits du tunnel du côté de Brooklyn sont annoncées et adjugées le même mois,. Les contrats pour le forage des tunnels du côté de Manhattan sont ouverts en mai 1941. Le contrat de Manhattanest attribué à Mason Hangar en octobre de la même année,. Un concours pour la conception du bâtiment de ventilation de Governors Island est également organisé, et le contrat est finalement attribué au cabinet d'architectes McKim, Mead & White. Le dernier projet de tunnelage, un contrat pour creuser dans les deux sens à partir de l'île Governors jusqu'à ce que les tubes soient reliés entre eux, est annoncé en décembre 1941.

### Arrêt et redémarrage de la construction
Le tunnel doit à l'origine être terminé en 1944. La Guardia a promis que pendant la Seconde Guerre mondiale, il aura la priorité sur les autres projets de construction, en raison de son importance pour l'économie de Brooklyn. Cependant, le projet n'est pas considéré comme une destination de grande importance pour l'acier, de sorte que le statut prioritaire du tunnel pour la réception de l'acier est révoqué en février 1942. Bien que les travaux de creusement se poursuivent, le tunnel ne pourra être terminé qu'après la guerre. En octobre 1942, Moses recommande l'arrêt complet des travaux du tunnel pour conserver l'acier et les autres métaux nécessaires à la guerre. À cette époque, le War Production Board (WPB) fédéral émet un ordre d'arrêt des travaux du côté de Brooklyn, bien que le creusement du côté de Manhattan soit autorisé, car ce travail consiste uniquement à creuser à travers la roche solide. À la fin du mois, le WPB ordonne également l'arrêt de tous les travaux de construction du tunnel du côté de Manhattan. En raison de l'opposition au licenciement potentiel des sandhogs, ils sont autorisés à poursuivre les travaux jusqu'à ce qu'un examen final de l'action du WPB soit effectué,. À l'époque, les forages de Manhattan et de Brooklyn sont à différents stades d'achèvement.

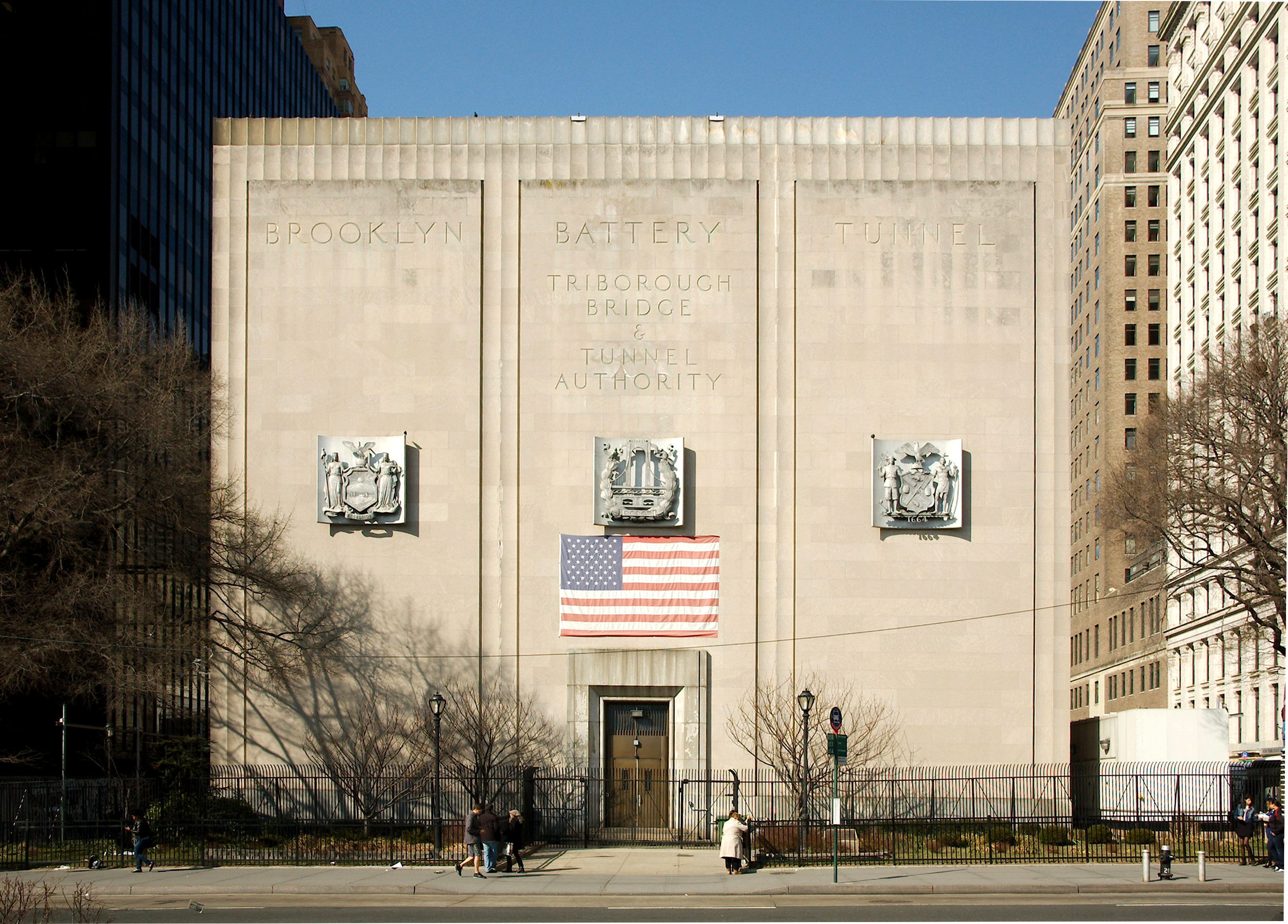
Le bâtiment de ventilation monumental à façade de granit, côté Manhattan.

En septembre 1944, la guerre se termine et le maire La Guardia demande au gouvernement américain d'autoriser la fabrication de rondelles, d'écrous et de vis pour la construction du tunnel de Brooklyn-Battery. Le gouvernement fédéral donne son autorisation le mois suivant. Pendant la guerre, les puits du tunnel ont été inondés, il faut donc d'abord les drainer avant de pouvoir poursuivre la construction. Au milieu de l'année 1945, après la fin de la guerre, la Triborough Bridge Authority est fusionnée avec la Tunnel Authority, ce qui permet à la nouvelle Triborough Bridge and Tunnel Authority (TBTA) de prendre en charge le projet. Moses, le chef de la TBTA, renvoie rapidement Singstad et le remplace par l'ingénieur en chef de la TBTA, Ralph Smillie, qui conçoit le reste du tunnel. Le WPB approuve la reprise des travaux du tunnel en septembre de la même année. En mai 1946, le TBTA lance un appel d'offres pour la construction de la gare de péage de Brooklyn. En raison d'objections à la conception du bâtiment de ventilation proposé à Manhattan, la TBTA modifie les plans de manière que la tour ressemble à un monument de granit plutôt qu'à une simple tour de ventilation.
Moses demande que le tunnel soit terminé avec une méthode différente pour la finition des murs du tunnel. Cela entraîne des fuites et, selon le biographe de Moses, Robert Caro, le TBTA répare les fuites en utilisant un plan presque identique à celui de Singstad, qui affirme par la suite que Smillie a causé des fuites excessives en n'utilisant pas le plan de calfeutrage expérimental de Singstad pour les éviter. Smillie nie que les fuites sont excessives et que la méthode de calfeutrage de Singstad a été remplacée parce que cette méthode est en fait la cause de la fuite.[pas clair]
Des ouvriers des deux côtés continuent à travailler dans le tunnel, creusant des cavernes jusqu'à ce que les tubes de chaque côté soient reliés entre eux. En juillet 1947, le tube qui est pour le futur trafic vers le nord est le premier à être percé, les ouvriers de chaque côté se serrant la main pendant qu'un petit tuyau passe d'un côté à l'autre. Le tuyau est ensuite retiré et les ouvertures sont recouvertes pour éviter des changements de pression drastiques à chaque extrémité du tube,. Les tunnels de Manhattan et de Brooklyn se sont reliés en un point situé sous Governors Island, avec une erreur de 0,95 cm, et les travaux se poursuivent jusqu'à ce qu'il y ait suffisamment de garanties que les tunnels ont des lectures de pression égales.
Après avoir percé le tunnel, le TBTA attribue des contrats pour la construction du bâtiment de ventilation de Governors Island. La construction de ce dernier commence en janvier 1949. Les plans du tunnel Brooklyn-Battery prévoient également un parking de sept étages le long du portail de Manhattan, qui est inauguré en août 1948. Le parking doit être le premier complexe de stationnement public de la ville, et le gouvernement municipal propose donc d'offrir des tarifs de stationnement inférieurs à ceux des garages privés.
Le tunnel de Brooklyn-Battery doit être relié à plusieurs voies de communication et autoroutes de chaque côté, qui sont construitesau même moment. Du côté de Brooklyn, l'autoroute Brooklyn-Queens est en cours de construction, fournissant un connecteur au tunnel depuis le nord. Bien qu'elle soit pratiquement achevée en décembre 1948, elle ne peut pas être ouverte avant l'achèvement du tunnel. Du côté de Manhattan, la section la plus méridionale du West Side Elevated Highway, qui relie Battery Park et le futur tunnel, est ouverte en novembre 1948. Une extension de l'East River Drive (désormais rebaptisée FDR Drive) vers le futur passage souterrain de Battery Park et le tunnel Brooklyn-Battery est approuvée en 1949. Finalement, le Brooklyn-Battery Tunnel doit également être relié au Narrows Bridge à Staten Island. Cependant, le passage souterrain de Battery Park ne doit pas être terminé avant 1952, et l'extension du FDR Drive prend encore plus de temps pour être achevée. De plus, bien qu'une bretelle directe du tunnel en direction de Brooklyn vers l'autoroute Brooklyn-Queens en direction du nord soit prévue, la construction est retardée en raison de la difficulté d'expulser les locataires se trouvant sur le trajet de la bretelle. De plus, le pont du Narrows ne peut être financé, et encore moins mis en chantier, tant que le tunnel Brooklyn-Battery n'est pas terminé.
En raison des coûts supplémentaires occasionnés par les retards et la grève des sandhogs, l'autorité demande au Reconstruction Finance Corporation (RFC) 14 millions de dollars (
160 millions actuels) de fonds en août 1947, et en décembre de la même année, demande 2 millions de dollars (
23 millions actuels) supplémentaires. En février 1948, le RFC accepte de verser 28 millions de dollars (
298 millions actuels) supplémentaires pour l'achèvement du tunnel. À la mi-1948, le tunnel est achevé à 70 %, malgré les pénuries de matériaux et les dépassements de coûts, et doit être ouvert à la circulation au début de 1950. Les travaux progressent et le tunnel est achevé à 94 % à la fin de 1949. Un journaliste du Brooklyn Daily Eagle effectue un trajet non autorisé entre les deux extrémités du tunnel, notant que les tuiles, l'éclairage et le revêtement routier n'ont pas encore été ajoutés, bien que les forages eux-mêmes soient terminés.

### Ouverture

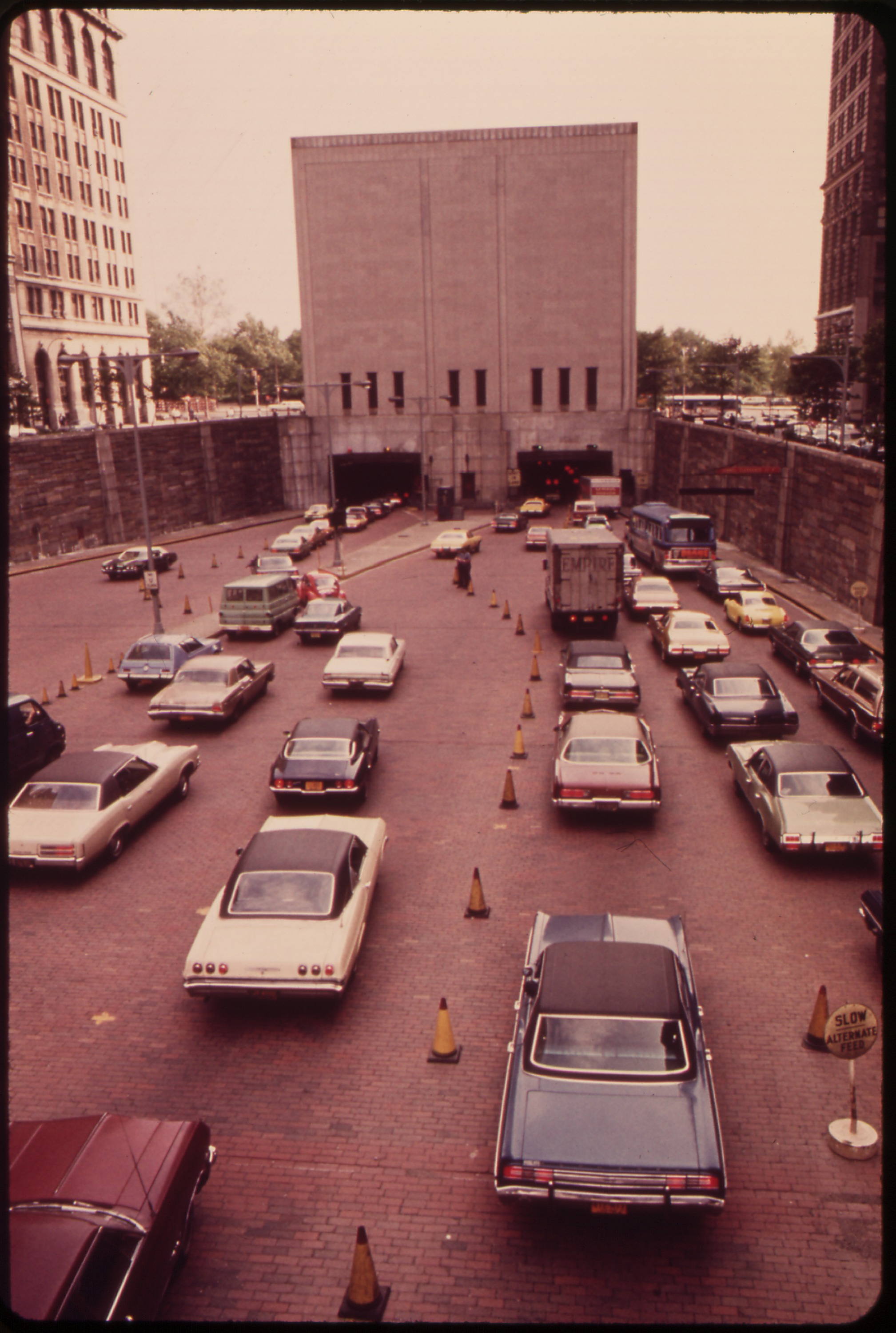
Vue de l'entrée du tunnel en 1973.

Le tunnel de Brooklyn-Battery est ouvert à la circulation le 25 mai 1950, lors d'une cérémonie présidée par le maire William O'Dwyer,. Une partie de l'autoroute Brooklyn-Queens, le long de Hicks Street, du Battery Tunnel vers le nord jusqu'à Atlantic Avenue, est ouverte le même jour. À l'époque, le Brooklyn Daily Eagle décrit le Battery Tunnel comme « le plus grand et le plus moderne des tunnels sous-marins pour véhicules du pays », dont la traversée prend trois minutes d'un bout à l'autre. Le périodique estime également que le tunnel coûte 186 944 dollars (1 986 571 dollars actuels) pour chaque mètre linéaire construit. Avec un coût de 80 millions de dollars (
850 millions actuels), le Brooklyn-Battery Tunnel est également surnommé le tunnel le plus cher des États-Unis. Il est suffisamment cher pour que le TBTA soit obligé de chercher dans le monde entier une société qui pourra couvrir la police d'assurance de 33,5 millions de dollars (
356 millions actuels) du tunnel. Cependant, le coût doit être compensé, en partie, par les péages de 35 cents et le gain de temps qu'il permet. Les camionneurs du terminal Bush, situé au sud du portail du tunnel, prédisent qu'ils économiseront 35 minutes par jour et 1 million de dollars (
11 millions actuels) par an en empruntant le tunnel.
Au cours des cinq premières heures et demie qui suivent son ouverture, 10 563 automobilistes paient un péage pour emprunter le tunnel. Quarante mille automobilistes empruntent le tunnel au cours de la première journée, et à ce rythme, on estime que le tunnel pourra accueillir 14 millions de véhicules par an, soit 40 % de plus que les estimations initiales. Et ce, malgré le fait que la vitesse du trafic soit limitée à 64 km/h, ce qui réduit le débit. Le garage de 1 050 places situé au-dessus du portail nord du tunnel est ouvert un peu plus d'un mois après l'ouverture du tunnel. Pendant la première année d'exploitation du Battery Tunnel, le tunnel génère près de 5,5 millions de dollars (
54 millions actuels) de recettes de péage et, selon Caro, dépasse sa capacité de 15 millions de véhicules par an. Une autre analyse du Brooklyn Daily Eagle révèle que 13,86 millions de véhicules ont emprunté le tunnel au cours de sa première année d'exploitation ; ce chiffre est inférieur à l'estimation de Caro, mais supérieur à la fois à l'estimation initiale de 10 millions de véhicules par an du TBTA et aux prévisions des experts, qui tablent sur 8 millions de véhicules par an.
Certains projets d'infrastructure routière aux deux extrémités du tunnel sont achevés peu après l'ouverture du tunnel. Le premier projet associé à être achevé est le passage souterrain de Battery Park, du côté de Manhattan, qui est ouvert en avril 1950. Deux mois plus tard, les autorités ouvrent une bretelle du côté de Brooklyn, qui mène des voies du tunnel en direction du sud à l'autoroute Brooklyn-Queens en direction du nord. Le passage souterrain de Battery Park est relié au viaduc surélevé d'East River Drive, et donc à la FDR Drive, en mai 1954. Le projet du tunnel Brooklyn-Battery implique également la restauration de Battery Park, qui rouvre en 1952 après une fermeture de 12 ans.

### Dernières années

Emplacement du tunnel sur la carte de New York.

Les tubes sont conçus pour deux voies dans chaque direction. Cela est modifié en 1956, lorsque le tube ouest en direction de Brooklyn est changé pour gérer le trafic bidirectionnel pendant les heures de pointe du matin[pas clair], en raison de la forte congestion du trafic. Une voie pour véhicules à occupation multiple (co-voiturage ou transports en commun) en direction du nord est ensuite ajoutée aux heures de pointe du matin. Elle mène de Staten Island à Manhattan via le pont Verrazano-Narrows, l'autoroute Gowanus et le Battery Tunnel. Un grand nombre de conducteurs du tunnel utilisent également le parking du côté de Manhattan, si bien qu'en 1965, il est prévu de l'agrandir, ce qui est fait et achevé en 1968, pour un  total de 2 126 places. La ville construit également un nouveau parking de 278 places à proximité pour le stationnement de courte durée.
En 1957, des ouvriers chargés de l'entretien du tunnel constatent que le plafond en carreaux fuit. Près de 930 m2 est trouvé corrodé. Le TBTA restaure les plafonds des tubes à partir de 1959, pour un coût de 250 000 dollars (
2192637 dollars actuels).
En 1971, le tunnel est désigné comme l'Interstate 478 (I-478) en préparation du projet Westway, qui doit reconstruire le West Side Highway selon les normes de l'Interstate Highway. Bien que le projet soit annulé en 1985,, la désignation I-478 existe toujours et est contiguë à l'ensemble du Brooklyn-Battery Tunnel. Toutefois, la I-478 n'est pas indiquée sur les panneaux de signalisation publics.
Le Brooklyn-Battery Tunnel est complètement fermé après les attentats du 11 septembre 2001, en raison de la proximité du portail de Manhattan avec le site du World Trade Center. Bien que de nombreux passages importants de la ville soient également fermés après les attentats, ils sont rouverts relativement rapidement, bien qu'avec des restrictions sur les véhicules à occupation multiple aux heures de pointe. Le tube ouest du Brooklyn-Battery Tunnel est la première partie du tunnel à rouvrir, en octobre 2001, et ne transporte que le trafic en direction du sud. Cependant, le West Side Highway est fermée à la circulation au sud de Canal Street, à une trentaine de blocs au nord du portail du tunnel, et une partie de l'autoroute est détruite lors des attaques. Par conséquent, les autorités craignent que la circulation dans le tunnel ne soit bloquée sur au moins 40 blocs si l'autoroute est rouverte. En conséquence, les travaux commencent sur une route temporaire menant de l'autoroute au tunnel. Le tube en direction du nord est le dernier passage à Manhattan à être rouvert en mars 2002.

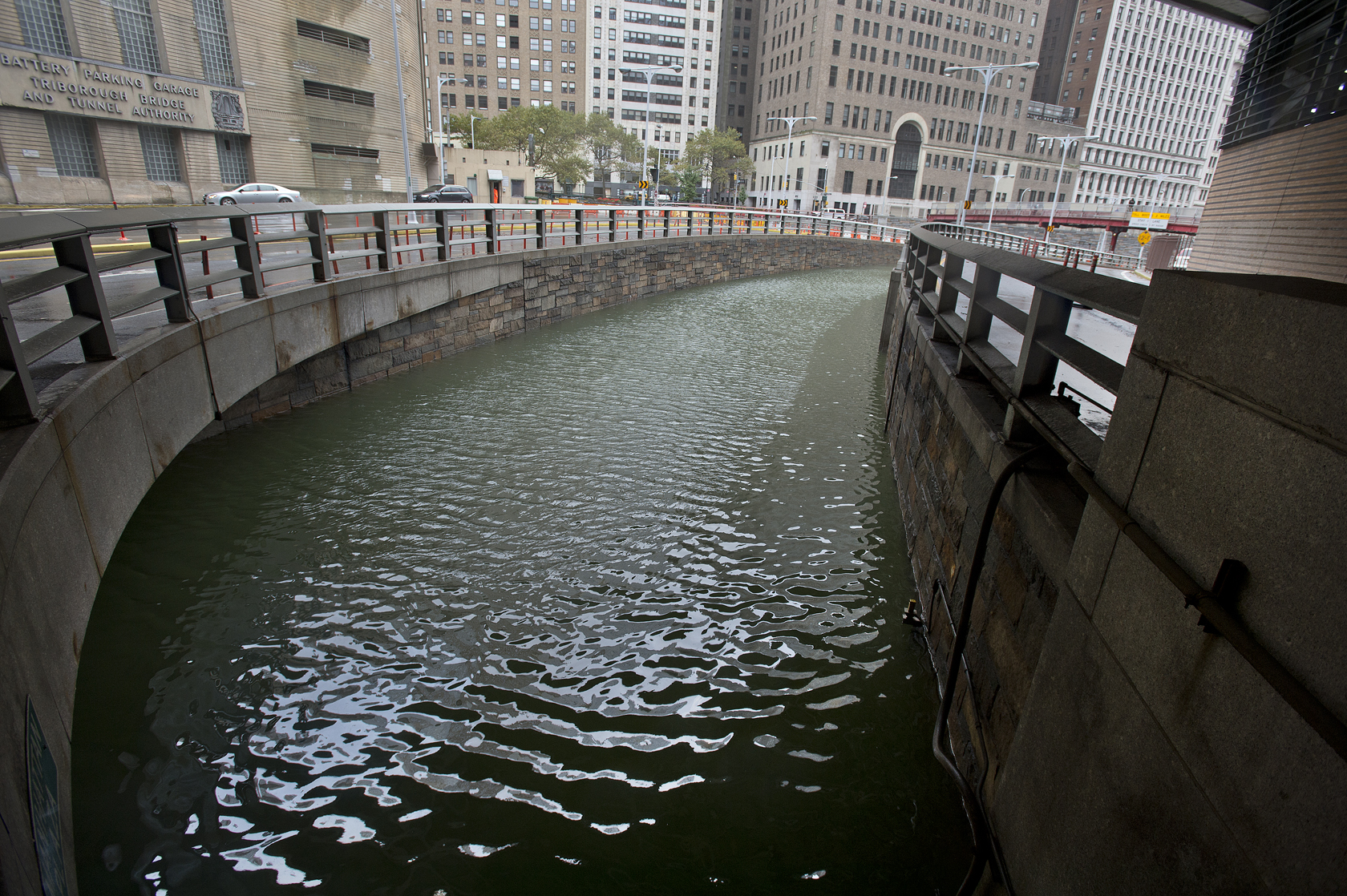
Après le passage de l'ouragan Sandy.

En 2010, les législateurs de l'État de New York votent pour renommer le Brooklyn-Battery Tunnel en l'honneur de l'ancien gouverneur Hugh Carey. Le tunnel est officiellement rebaptisé « Hugh L. Carey Tunnel » le 22 octobre 2012. Moins d'une semaine après être officiellement rebaptisé, le tunnel est fermé en prévision de l'ouragan Sandy, marquant ainsi la toute première fermeture en raison des conditions météorologiques. Il est ensuite inondé après une forte onde de tempête,. Le tunnel Hugh L. Carey rouvre le 13 novembre, après un nettoyage qui permet l'enlèvement d'environ 330 millions de litres d'eau. Il s'agit de la dernière traversée de la rivière New York à être rouverte.
Les inondations provoquées par l'ouragan Sandy montrent à quel point le tunnel est sujet aux inondations, puisque le niveau de la mer autour du tunnel a augmenté de 22,89 cm depuis son ouverture en 1951, et que les portails sont situés sur des terres très basses pour commencer. Le MTA commence ensuite à tester des barrages gonflables sur les portails du tunnel. En octobre 2017, une paire de vannes de 25 tonnes est installée sur les ouvertures côté Manhattan du tunnel Hugh L. Carey. Les vannes de Manhattan sont censées être accompagnées d'une paire du côté de Brooklyn, ainsi que d'une digue. Ce projet combiné est achevé à 63% selon un rapport de MTA en mars 2018. En 2017-2018, les murs en carreaux des tunnels de Queens-Midtown et de Brooklyn-Battery sont remplacés en raison des dommages subis lors de l'ouragan Sandy. Les murs blancs refaits en carreaux ont des rayures bleues et dorées, représentant les couleurs officielles de l'État de New York. Une controverse éclate sur le coût du réaménagement des tunnels, qui coûte 30 millions de dollars (
31 millions actuels) au total, en raison de la crise des transports en commun qui sévit à l'époque.

## Description
Le Brooklyn-Battery Tunnel est constitué de deux tubes à deux voies de circulation, de 9,5 mètres de diamètre, un dans chaque direction. Ils passent sous l'East River, reliant Battery Park à la pointe sud de Manhattan au quartier de Red Hook à Brooklyn, un parcours de près de 2,8 kilomètres,. Il a fallu 12 609 tonnes d'acier, 156 700 m3 de béton, à peu près 3 000 km de câble électrique, 883 391 boulons et 799 000 carreaux de carrelage sur les murs et le plafond pour construire le tunnel. 
Les tubes comprennent chacun deux rangées d'éclairage fluorescent, des lampes de 1,8 mètre de long, logées dans un tuyau de pyrex clair près du sommet des murs latéraux, avec un total de 5 776 lampes. Cela donne un éclairage continu qui évite une alternance de zones d'ombres et de lumière qui provoquerait l'éblouissement des conducteurs par l'effet de « clignotement » de la lumière intermittente sur les autres véhicules.  À l'époque, il s'agit de la plus grande installation d'éclairage fluorescent continu au monde, et c'est le premier passage de la ville à être équipé de lampes fluorescentes,. À la suite du passage de l'ouragan Sandy, et à l'inondation du tunnel, les luminaires de tunnel existants sont remplacés par 2 734 luminaires de tunnel à LED Kenall LuxTran LTSIU-A2. En outre, plus de 650 balises de faible puissance LuxTran KB510 sont installées sur les parois du tunnel, pour aider à délimiter la géométrie du tunnel et les sorties de secours pour les automobilistes et (en cas d'urgence) les piétons. Enfin, 362 luminaires à LED Kenall LuxTran LTSIU-A1 sont installés dans les conduits d'air du tunnel, pour aider le personnel de maintenance du MTA Bridges & Tunnels (MTABT) lors de l'entretien des systèmes de ventilation du tunnel. 
Les bandes de tuiles d'argile au plafond des tubes sont annoncées comme la plus longue utilisation continue de tuiles d'argile aux États-Unis. 
Bien que les tubes ne passent pas directement sous Governors Island, cette île contient un bâtiment de ventilation pour le tunnel. Les véhicules de plus de 3,68 mètres de haut et de plus de 2,59 mètres de large sont interdits d'utilisation dans le tunnel. Les tubes s'étendent sur 2,779 kilomètres depuis le portail d'entrée à celui de la sortie, ce qui en fait le plus long tunnel sous-marin continu pour véhicules en Amérique du Nord,. Au moment de son ouverture, le Brooklyn-Battery Tunnel était le plus long tunnel sous-marin pour véhicules aux États-Unis et le deuxième plus long au monde, derrière le Queensway Tunnel sous la Mersey en Angleterre,.
La « Battery » dans le nom du tunnel fait référence à une batterie d'artillerie située à l'origine sur ce site, aux premiers jours de la ville de New York. Le tunnel est officiellement rebaptisé en 2012 en l'honneur de l'ancien gouverneur Hugh L. Carey, qui a vécu à Brooklyn.
Le tunnel de Brooklyn-Battery appartient et est exploité par le successeur de la TBTA, MTA Bridges and Tunnels, une agence affiliée de la Metropolitan Transportation Authority (MTA),. Jusqu'en 2017, l'agence perçoit les péages à un poste du côté de Brooklyn. Les postes de péage sont ensuite démolis et remplacés par des portiques de péage électronique du côté de Manhattan,. En 2016, le tunnel est utilisé par 54 076 véhicules en moyenne par jour de semaine.

### Structures connexes
Le Brooklyn-Battery Tunnel compte au total quatre bâtiments de ventilation : deux à Manhattan, un à Brooklyn et un sur Governors Island. L'un des bâtiments de ventilation de Manhattan est recouvert de granit et conçu comme un monument, en raison des opposition que la conception du bâtiment a soulevé lors du processus de construction. La structure de ventilation de Governors Island, conçue par McKim, Mead & White, est un bâtiment octogonal situé au milieu du parcours du tunnel, à son point le plus bas. Selon le MTA, les bâtiments de ventilation peuvent remplacer complètement l'air du tunnel toutes les quatre-vingt-dix secondes. Pendant la construction, les ingénieurs du tunnel vantent le système de ventilation comme étant si efficace que les tours de ventilation peuvent souffler 25 000 tonnes d'air propre dans le tunnel toutes les heures. Le système se compose de 53 ventilateurs ayant chacun un diamètre de 2,4 mètres,,.
À l'extrémité de Manhattan, un parking de 2 126 places se trouve au-dessus de l'entrée du tunnel depuis le West Side Highway. Lorsque le parking ouvre en 1950, il compte 1 050 places sur sept niveaux, qui sont construits pour un coût de 3,5 millions de dollars (
37 millions actuels). Le parking est agrandi en 1965-1968 en raison de sa surfréquentation par les automobilistes. C'est le premier parking public de la ville.

### Transport public
Le tunnel est traversé par 28 lignes de bus express qui relient Manhattan à Brooklyn ou Staten Island. La compagnie de bus MTA exploite les lignes BM1, BM2, BM3 et BM4 entre Manhattan et Brooklyn. La MTA New York City Transit exploite les lignes SIM1, SIM1C, SIM2, SIM3, SIM3C, SIM4, SIM4C, SIM4X, SIM5, SIM6, SIM7, SIM9, SIM10, SIM15, SIM31, SIM32, SIM33, SIM33C, SIM34 et SIM35 entre Manhattan et Staten Island, et les lignes X27, X28, X37 et X38 entre Manhattan et Brooklyn,.

## Péage
En avril 2019, les conducteurs paient 9,50 $ par voiture ou 4 $ par moto pour les péages par courrier. Les utilisateurs de l'E-ZPass munis de transpondeurs délivrés par le centre de service clientèle E-ZPass de New York paient 6,12 $ par voiture ou 2,66 $ par moto. Tous les utilisateurs d'E-ZPass avec des transpondeurs non émis par le CSC E-ZPass de New York devront payer les tarifs de péage par courrier.
Le télépéage commence le 4 janvier 2017,. Les postes de péage sont démantelés, et les conducteurs ne sont plus autorisés à payer en espèces dans le tunnel. À la place, des caméras et des lecteurs de cartes d'identité électroniques sont montés sur de nouveaux portiques situés du côté de Manhattan. Un véhicule sans E-ZPass est photographié et une facture de péage est envoyée par la poste à son propriétaire. Pour les utilisateurs de l'E-ZPass, des capteurs détectent leur transpondeur sans fil,,.
| Années                   | Prix   | Prix équivalent en 2020 | Réf |
| ------------------------ | ------ | ----------------------- | --- |
| 1950–1972                | 0,35 $ | $ 2                     | ,   |
| 1972–1975                | 0,70 $ | $ 3                     | ,   |
| 1975–1980                | 0,75 $ | $ 2                     | ,   |
| 1980–1982                | 1,00 $ | $ 3                     | ,   |
| 1982–1984                | 1,25 $ | $ 3                     | ,   |
| 1984–1986                | 1,50 $ | $ 3                     | ,   |
| 1986–1987                | 1,75 $ | $ 4                     | ,   |
| 1987–1989                | 2,00 $ | $ 4                     | ,   |
| 1989–1993                | 2,50 $ | $ 4                     | ,   |
| 1993–1996                | 3,00 $ | $ 5                     | ,   |
| 1996–2003                | 3,50 $ | $ 5                     | ,   |
| 2003–2005                | 4,00 $ | $ 5                     | ,   |
| 2005–2008                | 4,50 $ | $ 5                     | ,   |
| 2008–2010                | 5,00 $ | $ 6                     | ,   |
| 2010–2015                | 6,50 $ | $ 7                     | ,   |
| 2015–2017                | 8,00 $ | $ 8                     | ,   |
| 2017–2019                | 8,50 $ | $ 9                     | ,   |
| Depuis le 1er avril 2019 | 9,50 $ | 9,50 $                  | ,   |

## Interstate 478
La route I-478 est la désignation officielle du tunnel de Brooklyn-Battery et de ses abords, bien qu'elle ne soit pas signalée comme telle. L'extrémité sud de la I-478 se trouve à l'extrémité sud du tunnel, la I-278 à Brooklyn, et s'étend sur 3,44 km jusqu'à l'extrémité nord du tunnel à la New York State Route 9A (West Street) dans le Lower Manhattan,,. L'ensemble de la I-478 est parallèle au tunnel. Avant de recevoir la désignation I-478, le tunnel fait partie de la New York State Route 27A des années 1950 à 1970,. La NY 27A existe toujours, mais depuis 1970, elle ne passe que dans l'est de Long Island.
Le numéro I-478 est envisagé à l'origine pour d'autres routes. En 1958, le numéro de la route I-478 est proposé pour la branche du Lower Manhattan Expressway le long du pont de Manhattan. Cette autoroute se serait située entre la I-78 (qui se serait séparée d'un autre embranchement utilisant le pont de Williamsburg) et la I-278. Après l'annulation du projet de Lower Manhattan Expressway en mars 1971, la désignation de la I-478 est également brièvement proposée pour l'amélioration du Grand Central Parkway entre la I-278 et la I-678, dans le cadre d'un effort d'amélioration du Belt Parkway avec des voies pour camions. Cette proposition est également annulée en mai 1971.
Le projet Westway est proposé au début de 1971 dans le cadre d'un effort visant à remplacer le West Side Elevated Highway, une structure étroite et dangereusement obsolète sur le côté ouest de Manhattan. À la mi-1971, la désignation de la I-478 est transférée au projet Westway. Comme prévu à l'origine, la I-478 continuerait vers le nord jusqu'à la I-78 au Holland Tunnel et la I-495 au Lincoln Tunnel via le projet Westway. Une extension de la I-95 au pont George-Washington via le Henry Hudson Parkway est envisagée dans un premier temps. Ce projet est finalement abandonné en raison d'une loi de l'État qui interdit la conversion du Henry Hudson Parkway en autoroute inter-États. Le projet est approuvé par le gouvernement américain en 1977.
Si elle était entièrement achevée, la I-478 longerait le tunnel Brooklyn-Battery et le West Side Highway, complétant ainsi la portion du réseau routier inter-États à l'intérieur de la ville de New York. Cependant, le projet Westway est officiellement abandonné en 1985 après une série de procès intentés par des défenseurs de l'environnement,. Bien que la désignation I-478 soit officiellement retirée de toute la signalisation et des plans publics, le numéro de route s'applique toujours au Brooklyn-Battery Tunnel, bien qu'il s'agisse d'une route non signée qui n'est pas indiquée sur les panneaux publics.
| Comté      | Localité          | km   | Destination                                                                                  | Note |
| ---------- | ----------------- | ---- | -------------------------------------------------------------------------------------------- | --- |
| Brooklyn   | Red Hook          | 0,0  | I-278 ouest (Brooklyn-Queens Expressway) vers NY 27 / Belt Parkway - pont Verrazzano-Narrows | Sortie 25 sur la I-278                                                                                            |
| Brooklyn   | Red Hook          | 0,16 | HOV3+ vers le pont Verrazzano-Narrows et la Belt Parkway                                     | Sortie vers le sud le soir, entrée vers le nord le matin                                                          |
| Brooklyn   | Red Hook          | 0,32 | Hamilton Avenue (I-278 route alternative est)                                                | Sortie 26 sur la I-278                                                                                            |
| Brooklyn   | Red Hook          | 0,64 | I-278 est (Brooklyn–Queens Expressway) / Atlantic Avenue                                     | Sortie vers le sud uniquement                                                                                     |
| East River | East River        | 0,80 | Tunnel Hugh L. Carey (télépéage à Manhattan)                                                 | Tunnel Hugh L. Carey (télépéage à Manhattan)                                                                      |
| East River | East River        | 3,5  | Tunnel Hugh L. Carey (télépéage à Manhattan)                                                 | Tunnel Hugh L. Carey (télépéage à Manhattan)                                                                      |
| Manhattan  | Battery Park City | 3,7  | Trinity Place                                                                                | Sortie vers le nord et entrée vers le sud                                                                         |
| Manhattan  | Battery Park City | 3,9  | FDR Drive –East Side, Ferry de Staten Island                                                 | Intersection au niveau du sol, sauf pour la rampe d'entrée en direction du sud ; sortie 2 sur NY 9A / West Street |
| Manhattan  | Battery Park City | 3,9  | NY 9A nord (West Street) jusqu'au Holland Tunnel / Lincoln Tunnel / pont George-Washington   | Intersection au niveau du sol, sauf pour la rampe d'entrée en direction du sud ; sortie 2 sur NY 9A / West Street |